# Rhyacodrilis falciformis
Rhyacodrilis falciformis är en ringmaskart. Rhyacodrilis falciformis ingår i släktet Rhyacodrilis och familjen glattmaskar. Inga underarter finns listade i Catalogue of Life.